# Hebecnema nigrithorax
Hebecnema nigrithorax är en tvåvingeart som först beskrevs av Stein 1900.  Hebecnema nigrithorax ingår i släktet Hebecnema och familjen husflugor. Inga underarter finns listade i Catalogue of Life.